# Rezart Taçi
Rezart Taçi (Ersekë, 7 giugno 1971) è un imprenditore e dirigente sportivo albanese.
È un petroliere albanese, fondatore e presidente della Taçi Oil, inoltre è un importante socio della Vetro Energy principale investitore dell'Albpetrol. 

Presidente della Federazione Albanese degli Scacchi (Federata Shqiptare e Shahut).

## Biografia
Ha studiato giurisprudenza in Italia dal 1991 al 1997, prima ad Alessandria e poi a Torino.
Tornato in Albania, dal 2002 è il direttore generale di Taçi Oil International, azienda leader in Albania nell'estrazione del petrolio.
Diventa presidente della Federazione Albanese degli Scacchi.
Nel novembre del 2008 acquista la raffineria statale ARMO SH.A.

## Esperienza calcistica
Assieme al padre Mustafa acquisisce il KS Gramozi Ersekë e lo porta in Kategoria Superiore, la massima serie del calcio albanese.
Il 9 settembre 2011 firma, per la Taçi Oil, una partnership annuale come premium sponsor con la squadra di calcio del Milan.
Inoltre nel luglio 2014 acquisisce il club inglese del Leyton Orient militante nella terza inglese in comproprietà con l'imprenditore romano Francesco Becchetti.
Il 21 dicembre 2014, dopo alcuni giorni di trattative e di silenzi, tramite la Dastraso Holdings Limited acquista il Parma, squadra italiana militante in Serie A, nominando presidente il giovane Ermir Kodra. Vista la situazione societaria e i risultati negativi, già il 6 febbraio cede la società a Giampietro Manenti.